# Podagrion olenus
Podagrion olenus är en stekelart som först beskrevs av Walker 1839.  Podagrion olenus ingår i släktet Podagrion och familjen gallglanssteklar. Inga underarter finns listade i Catalogue of Life.